# Triana Park
Triana Park är en lettisk musikgrupp. Gruppen består av Agnese Rakovska, Artūrs Strautiņš, Edgars Viļums och Kristaps Ērglis. De representerade Lettland i Eurovision Song Contest 2017 med låten "Line".